# Залесово (Тюшинское сельское поселение)
Залесово — деревня в Кардымовском районе Смоленской области России. Входит в состав Тюшинского сельского поселения. Население — 6 жителей (2007 год). 
Расположена в центральной части области в 11 км к юго-западу от Кардымова, в 7 км южнее автодороги Р134 «Старая Смоленская дорога» Смоленск — Дорогобуж — Вязьма — Зубцов. В 2 км северо-восточнее деревни расположена железнодорожная станция 397-й км на линии Москва — Минск. 

## История
В годы Великой Отечественной войны деревня была оккупирована гитлеровскими войсками в августе 1941 года, освобождена в сентябре 1943 года.